# Jules Domche
Jules Domche est un journaliste et politologue d'origine camerounaise. Il dirige Vox Africa.

## Biographie

### Enfance et débuts
Jules Domche a une formation générale en sciences politiques. En 2015, il obtient un doctorat à l’Université de Yaoundé II au Cameroun.

### Carrière
Jules Domche est un journaliste engagé,. Il commence sa carrière en 2004 à la Radio Tiemeni Siantou (RTS) avant de rejoindre la télévision privée camerounaise Canal 2 international en 2006. Il dirige la chaine de télévision VoxAfrica, depuis son départ de Canal 2 international en 2009 jusqu'à nos jours. Il est auteur de plusieurs chroniques,,,,.
Il est membre fondateur de l'initiative MANSSAH.

## Ouvrage
En juillet 2023, il publie l'ouvrage "Médias comme instruments de politique étrangère en Afrique: Analyse de la guerre informationnelle" aux éditions Afredit.
En décembre 2023, il est l'un des invités d'honneur des Universités africaines de la Communication de Ouagadougou (UACO). 